# Pterolophia subbicarinata
Pterolophia subbicarinata là một loài bọ cánh cứng trong họ Cerambycidae.